# Tầng Langhe
| Hệ/ Kỷ                                 | Thống/ Thế   | Bậc/ Kỳ    | Tuổi (Ma) | Tuổi (Ma) |
| -------------------------------------- | ------------ | ---------- | --------- | --------- |
| Đệ Tứ                                  | Pleistocen   | Gelasia    | trẻ hơn   | trẻ hơn   |
| Neogen                                 | Pliocen      | Piacenza   | 2.588     | 3.600     |
| Neogen                                 | Pliocen      | Zancle     | 3.600     | 5.333     |
| Neogen                                 | Miocen       | Messina    | 5.333     | 7.246     |
| Neogen                                 | Miocen       | Tortona    | 7.246     | 11.63     |
| Neogen                                 | Miocen       | Serravalle | 11.63     | 13.82     |
| Neogen                                 | Miocen       | Langhe     | 13.82     | 15.97     |
| Neogen                                 | Miocen       | Burdigala  | 15.97     | 20.44     |
| Neogen                                 | Miocen       | Aquitane   | 20.44     | 23.03     |
| Paleogen                               | Thế Oligocen | Chatti     | già hơn   | già hơn   |
| Phân chia kỷ Neogen theo ICS năm 2017. |              |            |           |           |

Tầng Langhe trong niên đại địa chất là kỳ giữa của thế Miocen, và trong thời địa tầng học là bậc giữa của thống Miocen. Kỳ Langhe tồn tại từ ~ 15.97 Ma đến 13.82 Ma (Ma: Megaannum, triệu năm trước).
Kỳ Langhe kế tục kỳ Burdigala, và tiếp sau là kỳ Serravalle của cùng thế Miocen.
Langhe là kỳ tiếp tục ấm lên, được Lorenzo Pareto xác định vào năm 1865. Ban đầu nó được xác lập ở khu vực Langhe phía bắc Ceva ở miền bắc nước Ý, và từ đó mang tên Lange.